# State Games of North Carolina
Gli State Games of North Carolina sono una manifestazione multisportiva organizzata ogni anno nella Carolina del Nord, parte degli State Games of America.
Vi partecipano mediamente 12.000 atleti da 95 contee e sono organizzate grazie all'aiuto di circa 1000 volontari. Molti atleti famosi hanno preso parte a questa gare; fra loro ci sono anche Roy Lassiter, Julius Peppers, Rashad McCants e Chris Paul.

## Sport degli State Games of NC
- Baseball
- Pallacanestro
- BMX
- Mountain Bike
- Ciclismo
- Disc Golf
- Scherma
- Pattinaggio di figura
- Golf
- Ginnastica
- Hockey su ghiaccio
- Karate
- Lacrosse
- Calcio
- Nuoto
- Taekwondo
- Tennis
- Atletica leggera
- Lotta libera

## Sedi delle gare
| Anno | Città         | Contea      |
| ---- | ------------- | ----------- |
| 2006 | Cary          | Wake        |
| 2007 | Greensboro    | Guilford    |
| 2009 | Charlotte     | Mecklenburg |
| 2010 | Charlotte     | Mecklenburg |
| 2011 | Winston-Salem | Forsyth     |